# Mètode Trueta
El mètode Trueta és un tractament per a la cura de les fractures obertes, desenvolupat i perfeccionat pel traumatòleg català Josep Trueta. També se'l coneix com a tractament de Trueta, tècnica de Trueta, mètode espanyol, tècnica d'Orr-Bastos-Trueta i tractament d'Orr.

## Origen
En la Primera Guerra Mundial, molt abans de conèixer-se aquest mètode, els morts per gangrena representaven el 18 per cent dels ferits. L'any 1924, el cirurgià nord-americà Winnett Orr, de Nebraska, va publicar un article en el qual donava a conèixer un mètode per al tractament de l'osteomielitis crònica, basat en un drenatge ampli dels teixits corresponents a la regió de l'os infectat, al tancament de l'obertura amb gasa vaselinada i la immobilització de l'extremitat afectada mitjançant un gran embenat de guix. Manuel Corachan, mestre de Trueta, va donar a conèixer al seu deixeble aquest article i li va confiar l'assaig de l'esmentat tractament en malalts del seu servei en l'Hospital General de Catalunya (actual Hospital de la Santa Creu i Sant Pau). A partir de llavors, va aplicar aquest tractament a uns quaranta casos amb uns resultats satisfactoris, cosa que li permet extreure noves conclusions, ja que si el procediment tenia èxit amb infeccions d'os ja arrelades, va pressuposar que també havia de servir encara millor per a les fractures obertes sense infecció declarada. Aquest va ser el punt de partida de les seves investigacions sobre el que es coneixeria mundialment com a «mètode Trueta». A mesura que investigava, va anar introduint nous detalls tècnics, com ara la necessitat absoluta d'eliminar els cossos estranys i restes de teixits deteriorats o l'escissió i els drenatges perfectes seguits d'immobilitzacions per embenats enguixats.
Trueta va continuar les seves investigacions en la pràctica de la cirurgia civil, que després aplicaria a la cirurgia de guerra, fins a estructurar la cura en cinc punts essencials: 1) tractament quirúrgic immediat, 2) neteja de la ferida, 3) escissió de la ferida, 4) drenatge, i 5) immobilització en l'embenat de guix. El sistema era senzill, però sense la seva aplicació correcta la tècnica era inoperant i podia fins i tot ser perillosa.
 El 1934, va exposar a la Societat Catalana de Cirurgia aquest nou tractament de les fractures obertes, però va ser rebut amb escepticisme. Només un reduït grup de cirurgians es va decidir a assajar, entre ells Gubern Salisachs, qui, sense pèrdua de temps, va començar a experimentar-ho en els accidents de trànsit. I des dels primers casos va poder comprovar els resultats positius del mètode. 

### LaGuerra Civil espanyola
Quan esclatà la guerra, el juliol de 1936, van començar a arribar a l'Hospital General de Catalunya els ferits dels bombardejos aeris i marítims, que eren precisament els qui presentaven els tipus de fractures més complexos. Tot i que aquell no era un hospital militar, ni Trueta un metge militar, va poder aplicar el seu mètode de cura als ferits de guerra, si bé va trobar una forta oposició en les autoritats mèdiques de l'exèrcit, fins a l'arribada a Barcelona del coronel d'Harcourt, que va decidir adoptar el mètode i va establir que tots els cirurgians de l'exèrcit de Catalunya aprenguessin aquesta tècnica.

### LaSegona Guerra Mundial
A finals de 1939, Trueta se'n va a Londres on per encàrrec del Foreign Office pronuncia unes conferències sobre el tractament aplicat als ferits de guerra i la seva experiència sobre l'evacuació de ferits de bombardeigs. El ministre de Sanitat anglès el va nomenar “Conseller per a Ferides de Guerra" aplicant-se el seu mètode amb èxit durant la Segona Guerra Mundial i, més tard, a les guerres de Corea i del Vietnam, en aquesta darrera guerra tots els oficials metges foren instruïts en els principis i tècniques d'aquest mètode, amb la consegüent salvació de milers de vides humanes. Els resultats que havia anat obtenint el van portar a publicar el 1938 Tractament actual de les ferides de guerra', editat per la Generalitat de Catalunya, que es traduí al castellà, al francès i a l'anglès. L'aplicació del Mètode Trueta va permetre vèncer el que havia estat el gran enemic dels ferits de guerra: la gangrena.